# Mick McCarthy
Michael Joseph "Mick" McCarthy (Barnsley, 1959. február 7. –) ír válogatott labdarúgó, edző.

## Statisztika

### Edzőként
| Csapat                  | Ország   | Kinevezés     | Távozás       | Rekord | Rekord | Rekord | Rekord | Rekord |
| Csapat                  | Ország   | Kinevezés     | Távozás       | M      | Gy     | D      | V      | Gy%    |
| ----------------------- | -------- | ------------- | ------------- | ------ | ------ | ------ | ------ | ------ |
| Millwall                | Anglia   | 1992. 03. 18. | 1996. 02. 04. | 203    | 74     | 70     | 59     | 36,45  |
| Írország                | Írország | 1996. 03. 01. | 2002. 11. 05. | 68     | 29     | 19     | 20     | 42,65  |
| Sunderland              | Anglia   | 2003. 03. 12. | 2006. 03. 06. | 147    | 63     | 26     | 58     | 42,86  |
| Wolverhampton Wanderers | Anglia   | 2006. 07. 21. | 2012. 02. 13. | 270    | 104    | 66     | 100    | 38,52  |
| Ipswich Town            | Anglia   | 2012. 11. 01. |               | 41     | 17     | 9      | 15     | 41,46  |
| Összesen                | Összesen | Összesen      | Összesen      | 729    | 287    | 190    | 252    | 39,37  |

2013. szeptember 14-i adatok szerint.

## Sikerei, díjai

### Játékosként
Celtic
Skót bajnok: 1987–1988
Skót kupagyőztes: 1988, 1989

### Edzőként
Sunderland
Angol másodosztály bajnoka: 2004–2005
Wolverhampton
Angol másodosztály bajnoka: 2008–2009